# ریس آکسفورد
ریس جوئل آکسفورد (انگلیسی: Reece Joel Oxford؛ زادهٔ ۱۶ دسامبر ۱۹۹۸) بازیکن فوتبال اهل انگلستان است که در پست دفاع وسط برای باشگاه فوتبال وستهام یونایتد در لیگ برتر فوتبال انگلستان بازی می‌کند.